# Стебихов, Фёдор Иванович
Фёдор Иванович Стебихов (1899 ― 1975) ― советский педагог и инженер. Кандидат технических наук, доцент. Директор Куйбышевского авиационного института в 1942―1956 гг.

## Биография
Родился в 1899 году в городе Кричев, Могилевская губерния в семье крестьянина-бедняка. В 1913 году поступил в ремесленную школу. Служил в Красной армии, работал в ЧК по борьбе с беспризорностью. Поступил на рабфак, затем кончил Московский механико-машиностроительный институте имени Баумана.
После института был направлен на работу в конструкторское бюро завода № 1 имени Сталина. В 1939 году Стебихова назначили начальником цеха. Вскоре на него поступил донос, однако ему удалось избежать репрессий из-за того, что документ попал к знакомому ещё по борьбе с беспризорностью следователю, который его и уничтожил. Вскоре Стебихов попал в торговое представительство в Германии и начал закупать там оборудование для завода.
Война застала его в Москве, где он тогда находился в отпуске. Вскоре он вместе с семьёй был направлен в Куйбышев готовить базу для эвакуации завода имени Сталина. Неделями не покидал территории завода и большими темпами налаживал производство. Был назначен начальником механического цеха, считался одним из лучших работников завода.
Летом 1942 года был вызван в Москву и там же был назначен директором Куйбышевского авиационного института. Перед ним стояла задча создать базу для выпуска дипломированных специалистов авиационной промышленности и обустроить институт. Организовал бригаду студентов, которая занималась ремонтом обветшавших зданий института. Научно-технические бригады института наладили поточный метод производства, который помог безымянским заводам резко увеличить выпуск самолетов и авиадвигателей. Ученые КуАИ помогли усовершенствовать штурмовик Ил-2, а потом освоить выпуск Ил-10. В 1944 году состоялся первый выпуск института и была открыта аспирантура, хотя при этом сам Стебихов на тот момент не был даже кандидатом наук (он защитил диссертацию по теории резания металлов только в 1953 году).
Преподавал на кафедре производства самолётов. В июле 1956 года по собственному желанию ушёл с поста директора института, его преемником стал Виктор Павлович Лукачёв.
Скончался в 1975 году.